# Мариет, Огюст
Франсуа Огюст Фердинан Мариет (François Auguste Ferdinand Mariette; 11 февраля 1821 — 19 января 1881) — французский египтолог, который в середине XIX века получил от египетских властей монополию на археологические исследования в стране. Основатель и первый руководитель Египетского музея в Каире.

## Биография
Мариет увлёкся Древним Египтом, разбирая бумаги своего кузена — близкого друга и спутника Шампольона. В 1849 году он поступил на службу в Лувр и на следующий год был отправлен на поиски древних рукописей в Египет. Вместо труда в тиши библиотек он направился к Ступенчатой пирамиде в Саккаре и принялся исследовать её окрестности. Вскоре им были обнаружены Аллея сфинксов и серапеум — место захоронения священных быков. Мариет продолжал археологические изыскания в Саккаре на протяжении четырёх лет, отсылая многочисленные находки в Лувр, за что был по возвращении во Францию произведён в кураторы. Именно он внушил Джузеппе Верди мысль о создании оперы на древнеегипетскую тему.
В 1858 году Мариет принял приглашение египетских властей на место смотрителя древностей в отделе «Раскопок и древностей Египта» и вновь отправился в Египет, на этот раз навсегда. Он наложил ограничение на сбыт древностей и их вывоз из страны, а также принял энергичные меры против хищнической деятельности археологов-любителей. Первым в истории он осуществил раскопки в Карнаке, Абидосе, Дейр-эль-Бахри, Танисе и Гебель-Баркале. Среди его открытий — прекрасно сохранившийся храм Сети I, храмы в Эдфу и Дендере. Опубликованная им стенопись гробниц в Саккаре позволила воссоздать детальную картину жизни во время Древнего царства. Великий Сфинкс под его руководством был освобождён от многовековых песчаных наносов и приобрёл свой нынешний облик.
За свои заслуги Мариет, помимо членства в европейских академиях, был произведён местными властями в ранг паши и бея. В 1859 году он получил разрешение выставить свои находки в специально построенном для этой цели здании в Каире.
В октябре—ноябре 1869 года Мариет был персональным гидом императрицы Евгении во время её визита в Египет, приуроченного к открытию Суэцкого канала.
В 1859 году в правление хедива Саида дабы положить конец разграблениям в местах археологических раскопок и спасти бесценные находки французский египтолог Огюст Мариет возглавил учреждённую «Службу древностей Египта». В 1878 году возглавляемый им Булакский музей пострадал от наводнения, которое повредило экспонаты, уничтожило его рисунки и записи. Музей закрыли для восстановительных работ до 1881 года. Ослепший и немощный учёный назначил своим преемником Гастона Масперо.
В соответствии с завещанием Мариета похоронили в мраморном саркофаге в саду основанного им музея на площади Тахрир.

## Награды
- Орден Красного орла 2-го класса (14 января 1867, королевство Пруссия)[8]

## Память

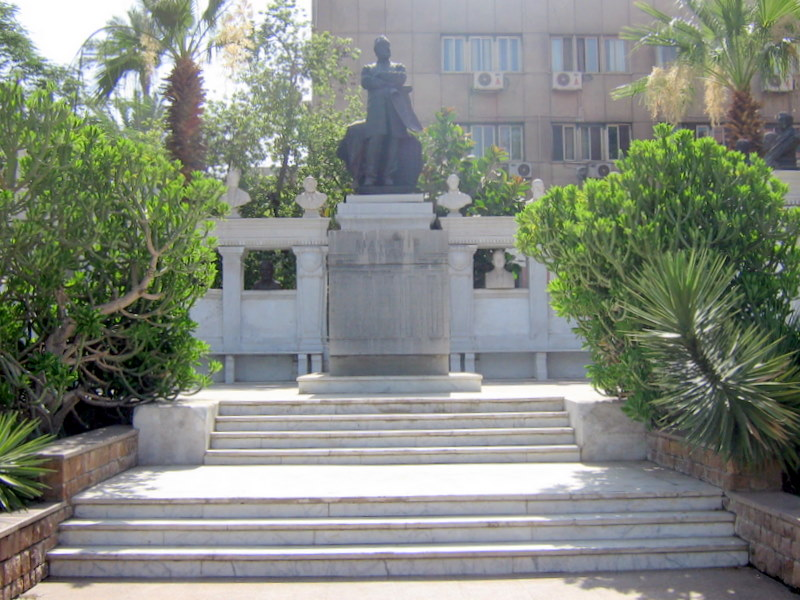
Памятник и саркофаг Огюста Мариета на территории Каирского египетского музея

Памятник Огюсту Мариету установлен в мемориале великих египтологов мира при Египетском музее в Каире. Бронзовая статуя напоминает о железной воле учёного по сохранению египетских артефактов.